# نابرده رنج
نابرده رنج یک مجموعه تلویزیونی ایرانی به کارگردانی علیرضا بذرافشان، نویسندگی علیرضا بذرافشان، سارا خسروآبادی و تهیه‌کنندگی مجید مولایی و محمود رضایی است که از ۱ تیر تا ۴ مرداد ۱۳۹۰ از شبکه سه سیما پخش شده است. تیتراژ پایانی این مجموعه تلویزیونی با صدای احسان خواجه امیری بود.
نابرده رنج از سریال‌های موفق و پرمخاطب در زمان خود به‌شمار می‌رود که در کنار سریالی چون وضعیت سفید به عنوان یکی موفق‌ترین و بهترین سریال‌های دهه ۹۰ از آن یاد می‌شود، این مجموعه در زمان پخش مورد توجه رسانه‌ها، منتقدان و مخاطبان واقع شد و نقدهای زیادی که اکثراً مثبت بود دربارهٔ آن صورت گرفت.

## تولید
نگارش مجموعه را بذرافشان و همسرش در بهار ۱۳۸۸ آغاز و مراحل پیش‌تولید آن در تابستان همان سال شروع شد، تصویربرداری سریال نیز در ۱۵ اسفند ۱۳۸۸ کلید خورد، قسمت‌های اولیه که مربوط به خانه شخصیت‌های اصلی داستان است در محله‌های طرشت، کامرانیه، کن و زندان اوین تصویربرداری شده است و قسمت‌های مربوط به جنگ، خانه پدری اسد و گنج که مربوط به پاوه در کرمانشاه است در شهرک سینمایی دفاع مقدس، صفادشت ملارد و شهریار فیلمبرداری شده است، ابتدا قرار بود در ۲۰ قسمت ساخته شود اما بعداً به ۳۴ قسمت و زمان آن از ۳۵ دقیقه به ۴۵ دقیقه افزایش یافت. فیلمبرداری آن برعهده فرشاد خالقی و هاشم گرامی بود، موسیقی متن را سعید انصاری و محمد افکاری انجام داده، تدوین را سیاوش کردجان و مدیریت تولید را امیر پوربهشتی عهده‌دار بود. همچنین به گفته کارگردان میلاد کی‌مرام از او خواست که نامش در کنار بازیگران اصلی در تیتراژ آورده شود که با مخالفت بذرافشان، کی‌مرام در قسمت پایانی جدا شد و پایان‌بندی سریال تغییر یافت و جابر به جای عماد کشته شد.

## داستان
داستان این مجموعه به سال‌های دهه شصت و زمان جنگ ایران و عراق بازمی‌گردد. سریال در مورد جوانی به نام اسد (با بازی کامبیز دیرباز) است که در تهران قدیم و در محله پامنار زندگی می‌کند. اسد با شخصی به نام منوچهر (سیاوش طهمورث) که فردی پولدار است و در دروازه شمرون زندگی می‌کند، آشنایی دارد. اسد به دلیل قاچاق کالا به زندان می‌افتد و در همین هنگام، پدرش فضلعلی (با بازی صدرالدین حجازی) درمی‌گذرد و پس از مرگ وی دفتر خاطرات پدر به اسد می‌رسد. اسد با خواندن این دفترچه متوجه می‌شود که در روستایی با نام سلمت آباد در نزدیکی شهر مرزی پاوه گنج خانوادگی پنهان است و به همین دلیل از زندان فرار می‌کند تا با پیدا کردن گنج کمکی برای خانواده خود انجام دهد، در این میان کارآگاه پلیسی به نام جابر (میلاد کی‌مرام) مسئول پرونده اسد و عماد (سام درخشانی) است تا از راه آن‌ها بتواند رد یک قاچاقچی سابقه دار و محتکر در زمان جنگ را بزند، اما او در این میان دلباخته خواهر اسد یعنی مرضیه (با بازی سحر دولتشاهی) می‌شود.
حضور اسد و عماد در جبهه و تلاش آن‌ها برای رسیدن به گنج در بحبوحه جنگ منجر به خلق صحنه‌های کمدی می‌شود. اسد به همراه عماد و منوچهر به دنبال این گنج می‌رود و در این راه با دختری کرد به نام کژال و همچنین گروهش آشنا می‌شود. جابر در تعقیب اسد و عماد خود را به جبهه می‌رساند و آنها را پیدا می‌کند و برای پیدا کردن گنج با آنها همراه می‌شود.

## بازیگران
| بازیگر          | نقش             | توضیحات                                       |
| --------------- | --------------- | --------------------------------------------- |
| کامبیز دیرباز   | اسد سالک (پنبه) | پسر فضل‌علی و خانم‌جان، برادر مرضیه، دوست عماد  |
| سام درخشانی     | عماد پنجه‌وری    | خلاف‌کار، دوست اسد                             |
| سیاوش طهمورث    | منوچهر          | دوستِ پدر اسد                                  |
| میلاد کی‌مرام    | جابر            | پلیس، پسر طلا، خواستگار مرضیه                 |
| سحر دولتشاهی    | مرضیه سالک      | خواهر اسد، دختر فضل‌علی و خانم‌جان، معشوقه جابر |
| مینا جعفرزاده   | خانم‌جان         | مادر اسد و مرضیه، همسر فضل‌علی                 |
| شیلان رحمانی    | کژال            | معشوقه اسد، خواهر علی                         |
| سیما مطلبی      | پوران           | همسر منوچهر                                   |
| رضا کریمی       | فریبرز          | راننده منوچهر و همسرش                         |
| افشین سنگ چاپ   | صیفی            | طلبکار اسد                                    |
| صدرالدین حجازی  | فضل‌علی          | پدر اسد و مرضیه، همسر خانم‌جان                 |
| ثریا قاسمی      | طلا             | مادر جابر، صاحب‌خانه و همسایه مادرِ اسد         |
| حسین مهری       | احمد            | رزمنده، دوست اسد                              |
| طوفان مهردادیان | پلیس            | همکار جابر                                    |
| علی اوسیوند     | فلاح            | فرمانده گروهان                                |
| شهرام عبدلی     | منافق           | از اعضای مجاهدین خلق                          |
| مرتضی زارع      | فرمانده         |                                               |
| محمود رضایی     | حسن آغاز        | مشاور املاک                                   |
| سیامک اشعریون   |                 |                                               |
| جواد زیتونی     |                 |                                               |
| داریوش سلیمی    | خلاف‌کار         | دوست عماد                                     |
| رزاق رادان      | مش سلام         | پدر علی و کژال                                |
| محسن زعیمی      | پرویز           | زندانی هم‌بند اسد و عماد                       |
| مسعود یوسفی     | علی             | برادر کژال، پسر مش سلام                       |
| محسن آفتاب‌سوار  | هوشیار          | دایی کژال و علی                               |
| فرید قبادی      | عبد             | قاچاقچی                                       |
| روح‌الله کمانی   | جوانی فضل‌علی    | همسر خانم‌جان                                  |
| علیرضا صالحی    | محسن خیری       | فرمانده گردان                                 |
| حسین کلانتر     | سهیل            | رزمنده                                        |

## نقد و بررسی
- خبرگزاری ایرنا: اسد نمادی از انسان‌های ساده ایست که برای موفقیت به هر دری زده و به دلیل شتابزدگی هیچگاه موفق نمی‌شوند! عماد نیز به عنوان شخصیت منفی داستان شمایلی نقش خاکستری داشته و روی دیگر سکه اسد است که درگیر قاچاق و … شده و بخش زیادی ازوجدان خود را از دست داده و آن را با پول معاوضه کرده است! در بخش‌های زندان تازه این شخصیت به اصطلاح راه افتاده و در بافت قصه کارکردی مناسب می‌یابد. رابطه چند وجهی او با اسد نیز بسیار خوب از کار درآمده و کیفیت ویژه ای به کلیت کار بخشیده است که اوج آن را می‌توان در بخش فرار از زندان با موتور سه چرخه سرقتی مشاهده کرد. بذرافشان که سابقه خوبی به عنوان فیلمنامه‌نویس در سیما دارد در نخستین مجموعه شبانه تلویزیونی اش کاملاً حرفه ای عمل کرده و با استفاده از قواعد تولیدات تلویزیونی کاری استاندارد را روانه پخش کرده که البته رگه‌های پررنگی از خلاقیت نیز در آن به چشم می‌خورد.
- خبرگزاری مهر: اما «نابرده رنج» در همان بخش‌های نخست بیننده‌اش را قانع می‌کند که کارگردانش حرفه‌ای و مسلط است، با سلیقه و وسواس ویژه جزئیاتی را در مجموعه رعایت کرده که به فضاسازی کمک کرده و می‌توان حس کرد قصه در دهه ۶۰ می‌گذرد، از این دهه نه در معماری چیزی باقی مانده، نه در لباس‌ها، وسایل، اتومبیل‌ها و… دوران جبهه هم تمام شده و خلق دوباره آن ساده نیست. علیرضا بذرافشان می‌توانست سراغ داستانی ساده و آپارتمانی برود و خود را به لوکیشن‌هایی محدود داخل یک یا دو محله امروزی حدود کند، اما قصه جذاب او در دهه ۶۰ می‌گذرد و جالب است که او با هوشمندی توانسته نوستالژی این دوران تمام شده را برای مخاطبش زنده کند.[۱۰]
- روزنامه خراسان: از همین ابتدا می‌گویم که از مخالفان و منتقدان جدی مجموعه تلویزیونی «نابرده رنج» هستم و شمشیرم را دربرابر این «شاهکار تلویزیونی!» از رو می‌بندم. پیش از این که بخواهیم «نابرده رنج» را واکاوی کنیم، به نظر می‌رسد ما و هر آن که مخاطب این مجموعه تلویزیونی است در قبال چنین مجموعه ای با چالشی مهم رو به روست؛ این که اساساً «نابرده رنج» و «نابرده رنج‌ها» که چندی قبل هم چنین مجموعه‌ای با عنوان «همچون سرو» در قاب تلویزیون قرار گرفت، از چه خاستگاهی پیش روی جامعه قرار می‌گیرند یا این که بیش از ۲ دهه از پایان جنگ تحمیلی این «نابرده رنج» چه حرفی برای گفتن دارد؟ اگرچه پاسخ به این ۲ سؤال خود حدیث مفصلی است و مجال و حوصله ای ویژه می‌طلبد اما علاقه مندم به این نکته اشاره کنم که به نظر باید «جسارت» سازنده این مجموعه را ستود.[۱۱]
- صادقعلی رنجبر (پژوهشگر فرهنگی): سریال دل‌انگیز «نابرده رنج» اثر درخشان کارگردان موفق کشورمان علیرضا بذرافشان یک اثر استثناء در سلسله کارهای سالهای اخیر تلویزیون در موضوع دفاع مقدس بود که انصافاً علاوه بر هارمونی کلامی و زاویه نگاه مناسب، زحمات زیادی برای تولید آن نیز کشیده شد و نیز مکمل جذابیتهای فنی آن، استفاده از چهره‌های بنام و کارآمدی همچون ثریا قاسمی، مینا جعفرزاده، سیاوش طهمورث، سام درخشانی و درخشان تر از همه کامبیز دیرباز بود که حقیقتاً علیرغم گمنامی اولیه، این سریال در میانه راه به قطار مطولی مبدل شد که مخاطبان میلیونی‌اش را در همه ادوار سنی و نسلی و جنسیتی و نیز همه اقشار جامعه در خود جای داد![۱۲]
- خبرگزاری دانشجو: سریال نابرده رنج، هنوز راه زیادی تا تمام شدن پیش رو دارد و قضاوت نهایی دربارهٔ آن کمی زود است، اما آنچه تا به حال روی آنتن رفته، نشان از دقت و ظرافتی دارد که در سریال‌های طنز سیمای جمهوری اسلامی کم‌نظیر است. «نابرده رنج» که داستان آن در روزهای دفاع مقدس اتفاق می‌افتد، محوریتش دفاع از وطن، ارزش‌ها و تقابل آن با منفعت‌طلبی و خودخواهی است؛ هر چند موضوع اصلی را با دو شخصیت ضد ارزشی طرح کرده، اما به خوبی از پس پیگیری آن برآمده و آن را به موقعیتی طنز بدل کرده است.[۱۳]

## موسیقی
موسیقی این مجموعه بر عهده علیرضا افکاری و خواننده تیتراژ پایانی احسان خواجه‌امیری به ترانه‌سرایی روزبه بمانی است.
| شماره | نام                          | خواننده          | مدت  |
| ----- | ---------------------------- | ---------------- | ---- |
| ۱.    | «نابرده رنج» (تیتراژ پایانی) | احسان خواجه‌امیری | ۳:۲۱ |

## نامزدی‌ها و جوایز
| عنوان                                 | رده                       | نامزد(ها)                       | نتیجه    |
| ------------------------------------- | ------------------------- | ------------------------------- | -------- |
| دومین جشنواره تلویزیونی جام جم (۱۳۹۱) | بهترین فیلمنامه           | علیرضا بذرافشان، سارا خسروآبادی | برنده    |
| دومین جشنواره تلویزیونی جام جم (۱۳۹۱) | بهترین کارگردانی          | علیرضا بذرافشان                 | نامزدشده |
| دومین جشنواره تلویزیونی جام جم (۱۳۹۱) | بهترین بازیگر نقش اول مرد | کامبیز دیرباز                   | نامزدشده |
| دومین جشنواره تلویزیونی جام جم (۱۳۹۱) | بهترین اثر                | نابرده رنج                      | نامزدشده |
| دومین جشنواره تلویزیونی جام جم (۱۳۹۱) | بهترین گریم               | محسن روزبهانی، حمیدرضا رسولی    | نامزدشده |